# Teté Ruiz
María José Ruiz Paz, detta Teté (Madrid, 22 maggio 1965), è un'ex cestista spagnola.

## Carriera
Con la Spagna ha disputato due edizioni dei Campionati europei (1983, 1985).